# Władysław Komar
Władysław Komar (né le 11 avril 1940 à Kaunas et décédé le 17 août 1998), est un athlète polonais.

## Biographie
Après sa victoire aux Jeux olympiques d'été de 1972 à Munich, Komar est l'un des sportifs les plus populaires de Pologne. Après sa carrière sportive, il devint chanteur et acteur. Il trouva la mort en 1998 dans un accident de voiture, aux côtés d'un autre champion olympique Tadeusz Ślusarski, alors qu'ils rentraient d'une manifestation sportive.

## Palmarès

### Jeux olympiques d'été
- Jeux olympiques d'été de 1972 à Munich ( Allemagne de l'Ouest)
  -  Médaille d'or au lancer du poids.

### Championnats d'Europe d'athlétisme
- Championnats d'Europe d'athlétisme de 1962 à Belgrade ( Yougoslavie)
  - 4e au lancer du poids.
- Championnats d'Europe d'athlétisme de 1966 à Budapest ( Hongrie)
  -  Médaille de bronze au lancer du poids.
- Championnats d'Europe d'athlétisme de 1971 à Helsinki ( Finlande)
  -  Médaille de bronze au lancer du poids.
- Championnats d'Europe d'athlétisme de 1974 à Rome ( Italie)
  - 6e au lancer du poids.

### Championnats d'Europe d'athlétisme en salle
- Championnats d'Europe d'athlétisme en salle 1967 à Prague ( Tchécoslovaquie)
  -  Médaille de bronze au lancer du poids.
- Championnats d'Europe d'athlétisme en salle 1968 à Madrid ( Espagne)
  -  Médaille d'argent au lancer du poids.
- Championnats d'Europe d'athlétisme en salle 1971 à Sofia ( Bulgarie)
  - 4e au lancer du poids.
- Championnats d'Europe d'athlétisme en salle 1972 à Grenoble ( France)
  -  Médaille d'argent au lancer du poids.
- Championnats d'Europe d'athlétisme en salle 1977 à Saint-Sébastien ( Espagne)
  -  Médaille de bronze au lancer du poids.
- Championnats d'Europe d'athlétisme en salle 1978 à Milan ( Italie)
  -  Médaille d'argent au lancer du poids.